# Уотсон, Джон (бизнесмен)
Джон С. Уотсон (род. 1956) — американский предприниматель. Бывший главный исполнительный директор и председатель совета директоров Chevron Corporation.

## Биография
Джон С. Уотсон родился в Калифорнии в 1956 году. В 1978 году закончил бакалавриат по сельскохозяйственной экономике в Калифорнийском университете в Дейвисе, в 1980 году получил Master degree в Школе бизнеса им. Бута при Университете Чикаго.
В 1980 году присоединился к Chevron Corporation. С 2001 по 2005 год занимал пост главного финансового директора. С 2009 по 2010 год был вице-председателем правления. С января 2010 года занимал должность председателя совета директоров и генерального исполнительного директора. Покинул компанию в январе 2018 года.